# La Tanière des brigands
Pour plus de détails, voir Fiche technique et Distribution.
La Tanière des brigands (titre original : Il brigante di Tacca del Lupo) est un film italien réalisé par Pietro Germi, sorti en 1952. 
Le film est adapté du roman éponyme de Riccardo Bacchelli.

## Synopsis
En 1863, le capitaine Giordani reçoit l'ordre de réprimer les bandes de brigands dirigés par Raffa Raffa dans la zone de Melfi, en Basilicate, après l'unification de l'Italie. L'armée de Giordani traverse les montagnes et se heurte à plusieurs reprises aux bandits. Une jeune fille prénommée Zitamaria, qui a été violée par le chef de bande, conduit les soldats à ses trousses.

## Fiche technique
- Titre : La Tanière des brigands
- Titre original : Il brigante di Tacca del Lupo
- Réalisation : Pietro Germi
- Assistants-réalisateur : Marcello Giannini, Ottorino Vidotto, Giorgio Arlorio
- Scénario : Federico Fellini, Pietro Germi, Tullio Pinelli, Fausto Tozzi d'après le roman éponyme de Riccardo Bacchelli
- Photographie : Leonida Barboni
- Cadreur : Enzo Barboni
- Montage : Rolando Benedetti
- Musique : Carlo Rustichelli
- Décors : Carlo Egidi
- Costumes : Andrea Fantacci
- Son : Aldo Calpini
- Maquillage : Libero Politi
- Scripte : Serena Benvenuti
- Producteur : Luigi Rovere
- Producteur associé : Riccardo Fellini
- Directeur de production : Antonio Musu
- Société de production : Rovere Film, Società Italiana Cines (Rome), Lux Film (Rome)
- Société de distribution : Lux Compagnie Cinématographique de France, Cine Europa-Paradise Film Exchange (Canada)
- Pays de production :  Italie
- Langue de tournage : Français
- Tournage :
- Format : Noir et blanc — 35 mm — 1,37:1 — Son : Mono
- Genre : Film dramatique, Film historique
- Durée : 93 minutes (1 h 33)
- Dates de sortie :
  - Italie : 7 septembre 1952 (Mostra de Venise | 15 octobre 1952 (sortie nationale)
  - France : 30 mars 1954

## Distribution
- Amedeo Nazzari : le capitaine Giordani
- Saro Urzì : le commissaire Francesco Siceli
- Fausto Tozzi : le lieutenant Magistrelli
- Aldo Bufi Landi : le lieutenant Righi
- Cosetta Greco : Zitamaria
- Vincenzo Musolino : Carmine, le mari de Zitamaria
- Oreste Romoli : Raffa Raffa
- Alfredo Bini : le sous-lieutenant De Giustino
- Amedeo Trilli : le sergent Trilli